# Baktriska
Baktriska är ett utdött iranskt språk som talades i Baktrien, vid dagens gräns mellan Afghanistan och Tadzjikistan. Då Kushan-dynastin grundades, användes det först grekiska som statens officiella språk men sen byttes till baktriska år 127. Trots detta är språket relativt dåligt dokumenterat: största delen av materialet kommer från cirka 150 dokument och t.ex. mynt.
Språket skrevs med de grekiska och manikeiska skriftspråk. Baktriska var det enda iranska språk som skrevs med ett skriftspråk som grundat på det grekiska alfabetet.